# Grande Prêmio dos Países Baixos de 1985
O Grande Prêmio dos Países Baixos de Fórmula 1 foi realizado em Zandvoort em 25 de agosto de 1985. Décima primeira etapa do campeonato, foi vencido pelo austríaco Niki Lauda, que subiu ao pódio junto a Alain Prost numa dobradinha da McLaren-TAG/Porsche, com Ayrton Senna em terceiro pela Lotus-Renault.

## Resumo

### Última pole da Brabham
Embora não tenha sido o primeiro a entrar na pista, Nelson Piquet fez valer a força do conjunto Brabham-BMW e conseguiu o melhor tempo nos treinos de sexta-feira aproveitando o retão do Circuito de Zandvoort apesar de ter sido atrapalhado pela Arrows de Thierry Boutsen. Instado a comentar o desempenho do piloto brasileiro, Keke Rosberg foi taxativoː "Não há nada que possamos (sic) para superar o tempo histórico de Piquet". Dito e feito, pois no dia seguinte nenhum dos treze pilotos que foram ao asfalto melhorou suas marcas graças à chuva e assim Nelson Piquet confirmou a décima oitava pole position de sua carreira, a primeira desde o Grande Prêmio de Portugal de 1984 e também a trigésima nona e última posição de honra na história da Brabham, algo irônico, já que foi no Grande Prêmio dos Países Baixos de 1964 que o time conseguiu sua primeira pole position, obra de Dan Gurney.
Dentre os demais pilotos cabe registrar o segundo lugar de Keke Rosberg em sua Williams enquanto Alain Prost, da McLaren, ficou em terceiro à frente da Lotus de Ayrton Senna. Empatado com Alain Prost na liderança do campeonato com 50 pontos, Michele Alboreto não foi além do décimo sexto lugar com sua Ferrari. Substituto do falecido Manfred Winkelhock na RAM, o britânico Kenny Acheson foi o único a não se classificar para a prova.

### Anúncios e mudanças
Assim que o Grande Prêmio da Áustria terminou, a Fórmula 1 chegou aos Países Baixos sob o impacto de uma novidadeː a decisão de Carl Haas em lançar sua própria equipe, a Haas Lola cujo carro, o Lola THL1 projetado por Neil Oatley, estreará  no Grande Prêmio da Itália de 1985 usando motores Hart 415T tendo Alan Jones como piloto e sob o compromisso de contar com propulsores da Ford em 1986. Anúncios à parte, Stefan Bellof correu em Zandvoort com um modelo Tyrrell 14 em sua despedida da Fórmula 1, pois ele sofreria um acidente fatal durante uma prova do mundial de protótipos em Spa-Francorchamps a 1º de setembro de 1985. A corrida neerlandesa também foi a última de Andrea de Cesaris pela Ligier, que o demitiu após a prova e contratou Philippe Streiff para o seu lugar.

### 25 vezes Niki Lauda

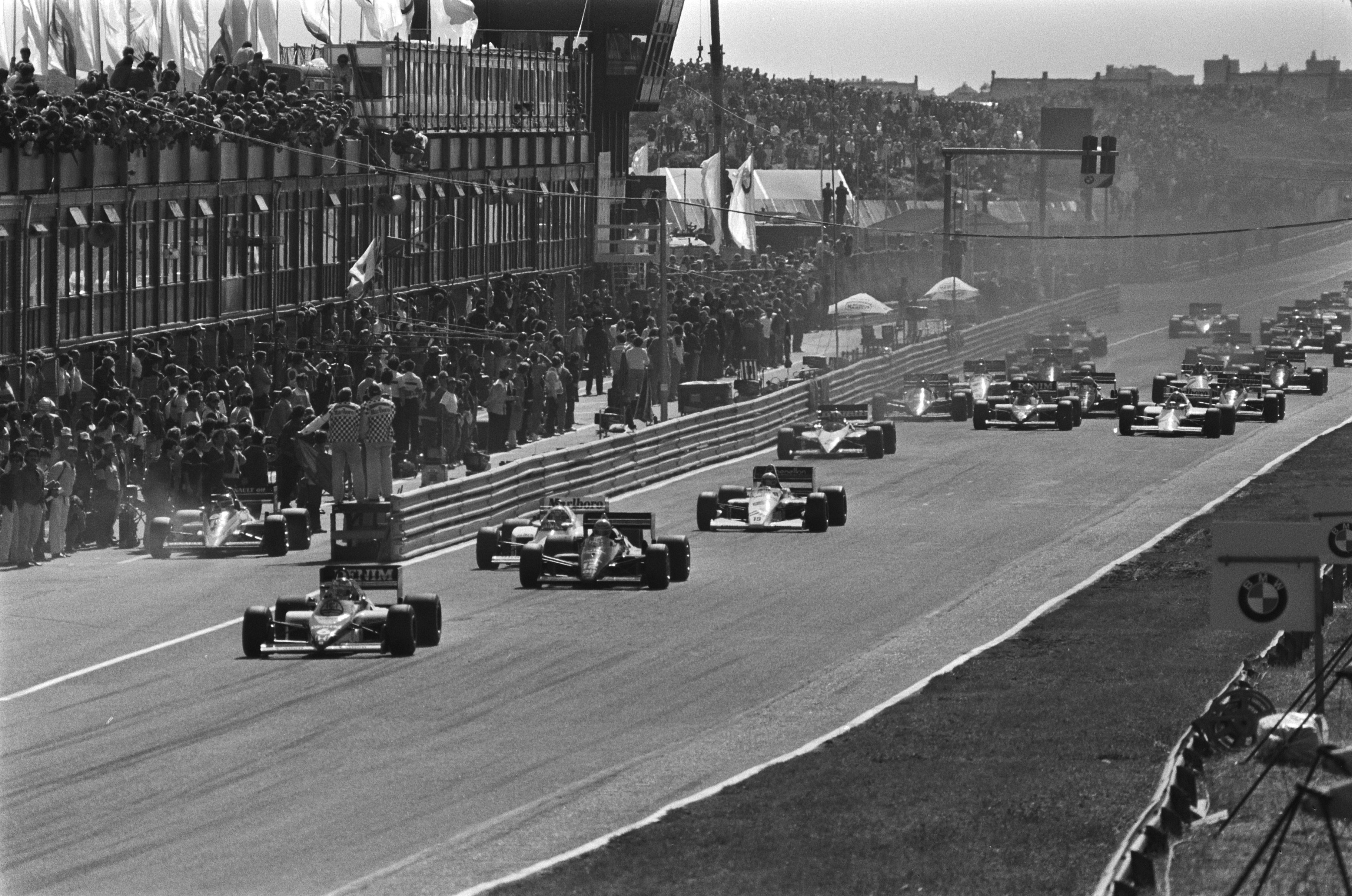
Rosberg assumiu a liderança à frente de Senna, Prost e Fabi, enquanto a Brabham de Piquet parou na largada.

Cioso de sua condição e disposto a repetir a vitória de 1980, Nelson Piquet acelerou tudo o que podia momentos antes da largada a fim de beneficiar-se do arranque de seu motor BMW, entretanto sua Brabham ficou parada no grid e ele quase foi atingido por Alain Prost na hora da partida antes de cair para o último lugar enquanto Keke Rosberg e Ayrton Senna assumiam os primeiros lugares enquanto Teo Fabi caiu para o quinto lugar em apenas cinco voltas quando sua Toleman foi superada por Alain Prost e Niki Lauda, ressaltando que o austríaco largou na décima posição. Favorecido pela força do motor Honda, Keke Rosberg distanciou sua Williams da Lotus de Ayrton Senna e este, já sem o mesmo rendimento, foi ultrapassado por Prost e Lauda na volta quatorze. Somente ao parar nos boxes o brasileiro descobriu a causa de seu infortúnioː uma folha de papel grudada no radiador causou o superaquecimento de seu carro. "Só sei que o carro esquentava, a temperatura subia cada vez mais. Foi por isso que não tentei nem resistir a Prost e Lauda quando me passaram. Não queria causar dano maior, até uma explosão do motor".
Por falar em mazelas, a corrida de Keke Rosberg terminou quando o seu motor explodiu após dezenove voltas e assim o primeiro lugar caiu no colo de Alain Prost. Quase ao mesmo tempo, Niki Lauda foi aos boxes numa manobra prematura aos olhos dos rivais, mas graças aos pneus novos, o tricampeão acelerou tudo o que podia e saltou do oitavo lugar em seu retorno ao asfalto para o segundo posto e depois à liderança quando Prost foi aos boxes na volta trinta e quatro. A essa altura, Lauda estava adiante de Senna e este tinha uma vantagem de onze segundos sobre Prost, mas paulatinamente o francês reduziu a diferença e ultrapassou o rival brasileiro na volta quarenta e sete com Lauda apenas oito segundos à sua frente.

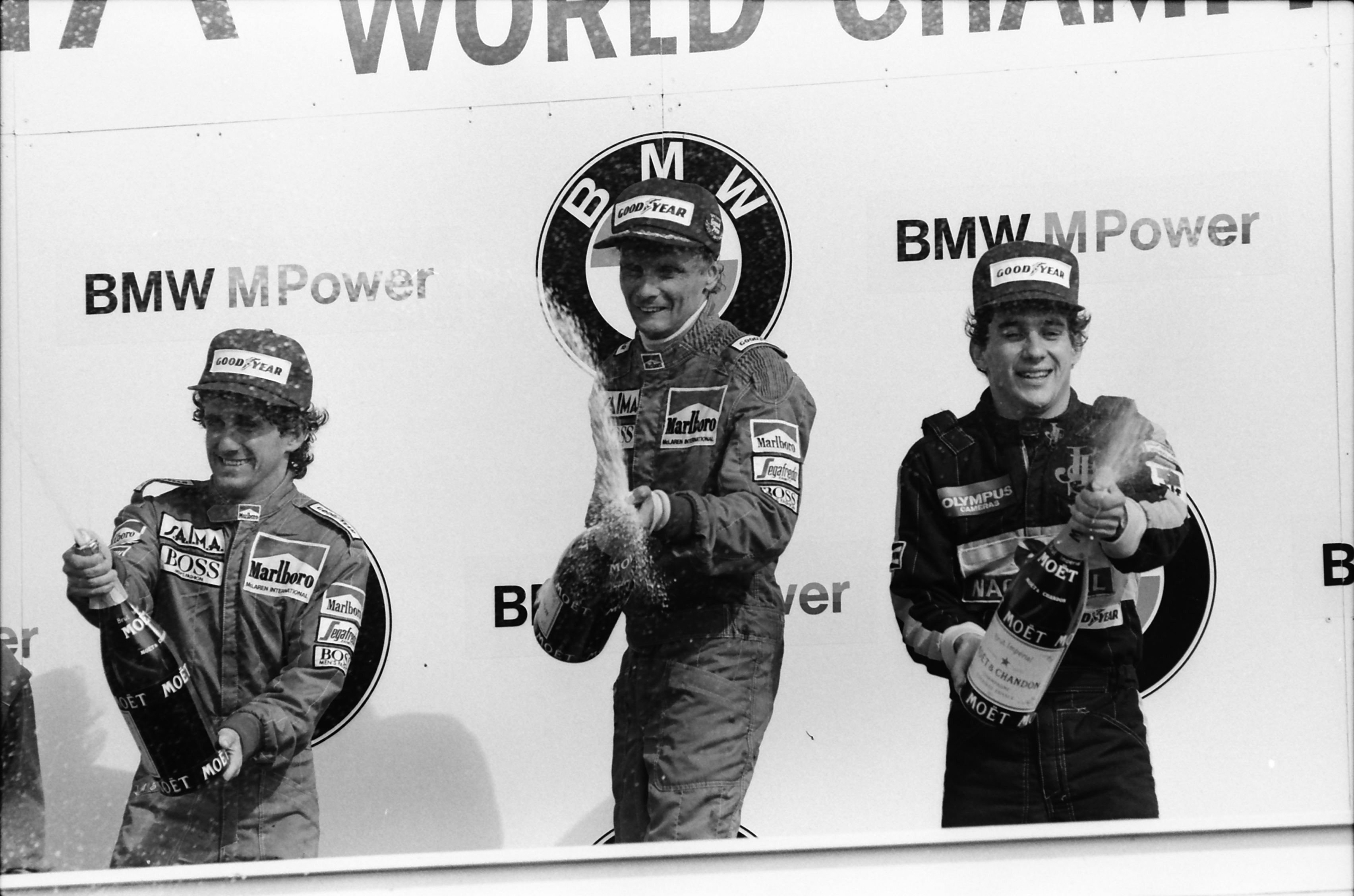
O pódio com Alain Prost, Niki Lauda (última vitória) e Ayrton Senna.

Decidido a manter a hegemonia de seu país no Circuito de Zandvoort, afinal entre 1981 e 1984 apenas pilotos da França venceram em solo neerlandês, Alain Prost saiu à caça de Niki Lauda e alcançou seu companheiro de equipe após quebrar sucessivamente o recorde do circuito, mas quando todos imaginavam que Ron Dennis ordenaria uma inversão de posições eis que Niki Lauda demonstrou seus brios e resistiu aos ataques de Alain Prost com o fito de vencer ao menos uma corrida em seu ano de despedida da Fórmula 1. Mesmo com Prost em melhor posição na tabela, Lauda rilhou os dentes e manteve-se à frente do seu companheiro de equipe e cruzou a linha de chegada com apenas duzentos e trinta e dois milésimos de segundo de vantagem sobre Prost invertendo a dobradinha da McLaren conquistada em 1984 enquanto Senna garantiu o terceiro lugar pela Lotus com menos de meio segundo sobre a Ferrari de Alboreto tendo Elio de Angelis em quinto com a outra Lotus e Nigel Mansell em sexto pela Williams.
Questionado pelos jornalistas, Niki Lauda comentou os rumores sobre uma possível troca de posições com Alain Prost quando ambos se enfrentaram na busca pela vitóriaː "Só que não recebi nenhuma indicação para isso. Eu e o Alain sabíamos da superioridade dos nossos carros em Zandvoort e decidimos que venceria quem estivesse melhor", afirmou o tricampeão. Nas palavras de Alain Prost, a disputa contra Lauda foi tão real e tão dura quanto pareceu. "Quase o ultrapassei, mas ele impediu a passagem pela esquerda e cheguei a tocar na grama. Somos bons amigos e sinto-me orgulhoso em ficar em segundo lugar para o Lauda". Superado no momento decisivo da corrida, Prost convenceu-se que Lauda resistiria a todas as suas investidas. Outro duelo intenso envolveu Ayrton Senna e Michele Alboreto e nele o brasileiro da Lotus suou para domar a Ferrari e subir ao pódio, diga-se de passagem o de número 150 para o time de Colin Chapman. "O Alboreto chegou a encostar o bico do carro em minha caixa de câmbio e forçou uma saída da pista, mas não conseguiu", declarou Senna. Por fim cabe registrar o oitavo lugar de Nelson Piquet em sua Brabham, as 150 corridas da Ligier na Fórmula 1 e a participação de Huub Rothengatter, último piloto nativo a correr pela categoria nos Países Baixos.
Esta foi a sétima dobradinha na história da McLaren e também a vigésima quinta e última vitória do austríaco Niki Lauda na Fórmula 1, sendo que ele jamais voltou ao pódio e nem sequer pontuou no restante do campeonato. A primeira vitória do piloto, lembremos, ocorreu ao volante de uma Ferrari no Grande Prêmio da Espanha de 1974. De volta ao presente temos Alain Prost liderando o mundial de pilotos com 56 pontos ante os 53 de Michele Alboreto enquanto no mundial de construtores a situação é inversa, pois nele a Ferrari é quem lidera com 75 pontos contra 70 da McLaren.

### "Última edição"
A corrida foi a última edição do Grande Prêmio dos Países Baixos até 2021, já que dificuldades financeiras levaram a saída do Circuito de Zandvoort do calendário da Fórmula 1. Em 14 de maio de 2019 a Fórmula 1 confirmou o retorno dos Países Baixos ao calendário da velocidade no ano seguinte, mas devido aos efeitos da pandemia de COVID-19 em solo neerlandês foi agendada a realização de uma corrida no Circuito de Zandvoort sem a presença do público, todavia o evento foi cancelado pelos organizadores e adiado para 2021. Ressalte-se que o intervalo de 36 anos sem Fórmula 1 em Zandvoort é o maior da categoria em relação a um mesmo circuito e a um mesmo país.

## Classificação da prova

### Treinos oficiais
| Pos.    | Nº | Piloto             | Equipe                 | Q1       | Q2       | Dif.    |
| ------- | -- | ------------------ | ---------------------- | -------- | -------- | ------- |
| 1       | 7  | Nelson Piquet      | Brabham-BMW            | 1:11.074 |          | —       |
| 2       | 6  | Keke Rosberg       | Williams-Honda         | 1:11.647 |          | + 0.573 |
| 3       | 2  | Alain Prost        | McLaren-TAG/Porsche    | 1:11.801 | 1:29.507 | + 0.727 |
| 4       | 12 | Ayrton Senna       | Lotus-Renault          | 1:11.837 |          | + 0.763 |
| 5       | 19 | Teo Fabi           | Toleman-Hart           | 1:12.310 |          | + 1.236 |
| 6       | 15 | Patrick Tambay     | Renault                | 1:12.486 |          | + 1.412 |
| 7       | 5  | Nigel Mansell      | Williams-Honda         | 1:12.614 | 1:32.740 | + 1.540 |
| 8       | 18 | Thierry Boutsen    | Arrows-BMW             | 1:12.746 |          | + 1.672 |
| 9       | 8  | Marc Surer         | Brabham-BMW            | 1:12.856 |          | + 1.782 |
| 10      | 1  | Niki Lauda         | McLaren-TAG/Porsche    | 1:13.059 |          | + 1.985 |
| 11      | 11 | Elio de Angelis    | Lotus-Renault          | 1:13.078 | 1:30.123 | + 2.004 |
| 12      | 16 | Derek Warwick      | Renault                | 1:13.289 |          | + 2.215 |
| 13      | 26 | Jacques Laffite    | Ligier-Renault         | 1:13.435 | 1:28.393 | + 2.361 |
| 14      | 17 | Gerhard Berger     | Arrows-BMW             | 1:13.680 | 1:34.857 | + 2.606 |
| 15      | 20 | Piercarlo Ghinzani | Toleman-Hart           | 1:13.705 |          | + 2.631 |
| 16      | 27 | Michele Alboreto   | Ferrari                | 1:13.725 |          | + 2.651 |
| 17      | 28 | Stefan Johansson   | Ferrari                | 1:13.768 | 1:32.544 | + 2.694 |
| 18      | 25 | Andrea de Cesaris  | Ligier-Renault         | 1:13.797 | 1:34.638 | + 2.723 |
| 19      | 22 | Riccardo Patrese   | Alfa Romeo             | 1:14.240 |          | + 3.166 |
| 20      | 23 | Eddie Cheever      | Alfa Romeo             | 1:14.912 | 1:32.572 | + 3.838 |
| 21      | 3  | Martin Brundle     | Tyrrell-Renault        | 1:14.920 | 1:32.003 | + 3.846 |
| 22      | 4  | Stefan Bellof      | Tyrrell-Renault        | 1:15.236 |          | + 4.162 |
| 23      | 30 | Jonathan Palmer    | Zakspeed               | 1:16.257 | 1:34.316 | + 5.183 |
| 24      | 29 | Pierluigi Martini  | Minardi-Motori Moderni | 1:17.919 | 1:38.227 | + 6.845 |
| 25      | 10 | Philippe Alliot    | RAM-Hart               | 1:18.525 | 1:36.270 | + 7.451 |
| 26      | 24 | Huub Rothengatter  | Osella-Alfa Romeo      | 1:19.410 | 1:38.149 | + 8.336 |
| DNQ     | 9  | Kenny Acheson      | RAM-Hart               | 1:20.429 |          | + 9.355 |
| Fontes: |    |                    |                        |          |          |         |

### Corrida
| Pos.    | Nº | Piloto             | Construtor             | Voltas | Tempo/Diferença   | Grid | Pontos |
| ------- | -- | ------------------ | ---------------------- | ------ | ----------------- | ---- | ------ |
| 1       | 1  | Niki Lauda         | McLaren-TAG/Porsche    | 70     | 1:32:29.263       | 10   | 9      |
| 2       | 2  | Alain Prost        | McLaren-TAG/Porsche    | 70     | + 0.232           | 3    | 6      |
| 3       | 12 | Ayrton Senna       | Lotus-Renault          | 70     | + 48.491          | 4    | 4      |
| 4       | 27 | Michele Alboreto   | Ferrari                | 70     | + 48.837          | 16   | 3      |
| 5       | 11 | Elio de Angelis    | Lotus-Renault          | 69     | + 1 volta         | 11   | 2      |
| 6       | 5  | Nigel Mansell      | Williams-Honda         | 69     | + 1 volta         | 7    | 1      |
| 7       | 3  | Martin Brundle     | Tyrrell-Renault        | 69     | + 1 volta         | 21   |        |
| 8       | 7  | Nelson Piquet      | Brabham-BMW            | 69     | + 1 volta         | 1    |        |
| 9       | 17 | Gerhard Berger     | Arrows-BMW             | 68     | + 2 voltas        | 14   |        |
| 10      | 8  | Marc Surer         | Brabham-BMW            | 65     | Exaustor          | 9    |        |
| NC      | 24 | Huub Rothengatter  | Osella-Alfa Romeo      | 56     | + 14 voltas       | 26   |        |
| Ret     | 18 | Thierry Boutsen    | Arrows-BMW             | 54     | Suspensão         | 8    |        |
| Ret     | 9  | Philippe Alliot    | RAM-Hart               | 52     | Motor             | 25   |        |
| Ret     | 4  | Stefan Bellof      | Tyrrell-Renault        | 39     | Motor             | 22   |        |
| Ret     | 16 | Derek Warwick      | Renault                | 27     | Câmbio            | 12   |        |
| Ret     | 25 | Andrea de Cesaris  | Ligier-Renault         | 25     | Turbo             | 18   |        |
| Ret     | 15 | Patrick Tambay     | Renault                | 22     | Transmissão       | 6    |        |
| Ret     | 6  | Keke Rosberg       | Williams-Honda         | 20     | Motor             | 2    |        |
| Ret     | 19 | Teo Fabi           | Toleman-Hart           | 18     | Rolamento de roda | 5    |        |
| Ret     | 26 | Jacques Laffite    | Ligier-Renault         | 17     | Pane elétrica     | 13   |        |
| Ret     | 30 | Jonathan Palmer    | Zakspeed               | 13     | Pressão do óleo   | 23   |        |
| Ret     | 20 | Piercarlo Ghinzani | Toleman-Hart           | 12     | Motor             | 15   |        |
| Ret     | 28 | Stefan Johansson   | Ferrari                | 9      | Motor             | 17   |        |
| Ret     | 29 | Pierluigi Martini  | Minardi-Motori Moderni | 1      | Acidente          | 24   |        |
| Ret     | 23 | Eddie Cheever      | Alfa Romeo             | 1      | Turbo             | 20   |        |
| Ret     | 22 | Riccardo Patrese   | Alfa Romeo             | 1      | Turbo             | 19   |        |
| Fontes: |    |                    |                        |        |                   |      |        |

## Tabela do campeonato após a corrida
| Pos.    | Piloto           | Pontos |
| ------- | ---------------- | ------ |
| 1       | Alain Prost      | 56     |
| 2       | Michele Alboreto | 53     |
| 3       | Elio de Angelis  | 30     |
| 4       | Ayrton Senna     | 19     |
| 5       | Stefan Johansson | 19     |
| Fontes: |                  |        |

| Pos.    | Equipe              | Pontos |
| ------- | ------------------- | ------ |
| 1       | Ferrari             | 75     |
| 2       | McLaren-TAG/Porsche | 70     |
| 3       | Lotus-Renault       | 49     |
| 4       | Williams-Honda      | 25     |
| 5       | Brabham-BMW         | 15     |
| Fontes: |                     |        |

- Nota: Somente as primeiras cinco posições estão listadas. Entre 1981 e 1990 cada piloto podia computar onze resultados válidos por temporada não havendo descartes no mundial de construtores.